# Sallea necrobioides
Sallea necrobioides is een keversoort uit de familie mierkevers (Cleridae). De wetenschappelijke naam van de soort is voor het eerst geldig gepubliceerd in 1874 door Auguste Chevrolat.